# يان أريلد إلينجسن
يان أريلد إلينجسن هو سياسي نرويجي، ولد في 9 أكتوبر 1958 في أوسلو في النرويج. نشط حزبياً في حزب التقدم.

## مناصب
- في الانتخابات البرلمانية النرويجية 2013، انتخب عضو برلمان النرويج  [لغات أخرى]‏ عن دائرة نورلان وقد انضم خلال فترته النيابية  [لغات أخرى]‏ (1 أكتوبر 2013 – 30 سبتمبر 2017) للكتلة البرلمانية حزب التقدم.
- في الانتخابات البرلمانية النرويجية 2009 [الإنجليزية]‏، انتخب عضو برلمان النرويج  [لغات أخرى]‏ عن دائرة نورلان وقد انضم خلال فترته النيابية  [لغات أخرى]‏ (1 أكتوبر 2009 – 30 سبتمبر 2013) للكتلة البرلمانية حزب التقدم.
- في الانتخابات البرلمانية النرويجية 2005 [الإنجليزية]‏، انتخب عضو برلمان النرويج  [لغات أخرى]‏ عن دائرة نورلان وقد انضم خلال فترته النيابية  [لغات أخرى]‏ (1 أكتوبر 2005 – 30 سبتمبر 2009) للكتلة البرلمانية حزب التقدم.
- في الانتخابات البرلمانية النرويجية 2001، انتخب عضو برلمان النرويج  [لغات أخرى]‏ عن دائرة نورلان وقد انضم خلال فترته النيابية  [لغات أخرى]‏ (1 أكتوبر 2001 – 30 سبتمبر 2005) للكتلة البرلمانية حزب التقدم.